# Leandro Fernández
Leandro Sebastián Fernández (Rosario, 30 gennaio 1983) è un ex calciatore argentino, di ruolo difensore.

## Biografia
È fratello maggiore di Brian Fernández.

## Caratteristiche tecniche
Gioca come difensore centrale.

## Carriera

### Club
Cresciuto nel Newell's Old Boys, prima di approdare in Europa ha disputato una stagione con la maglia del River Plate.
Nel 2006 si trasferisce nella Premjer Liga russa, nelle file del Dinamo Mosca. Al termine della stagione 2013/2014, dopo 211 presenze complessive con la squadra russa, rimane senza contratto.

### Nazionale
Fernández fu parte della squadra argentina che vinse l'oro olimpico ad Atene 2004.
Nel suo palmarès può vantare un quarto posto al campionato del mondo Under-20 2003 e ha fatto parte della Nazionale maggiore che è arrivata seconda nella Coppa America 2004.

## Palmarès

### Club
- Campionato argentino: 1

Newell's: 2004-2005 (A)

### Nazionale
- Oro olimpico: 1

Atene 2004